# 布朗日-特龙维尔
布朗日-特龙维尔（法語：Blangy-Tronville，法語發音：[blɑ̃ʒi tʁɔ̃vil]）是法国上法蘭西大區索姆省的一个市镇，属于亚眠区。该市镇于1790-1794年间由布朗日（Blangy）和特龙维尔（Tronville）合并而成。

## 地理
布朗日-特龙维尔（49°52'47"N, 2°25'25"E）面积12.44 平方千米，位于法国上法蘭西大區索姆省，该省份为法国北部沿海省份，北起加来海峡省和北部省，西接滨海塞纳省和大西洋英吉利海峡，南至瓦兹省，东临埃纳省。
与布朗日-特龙维尔接壤的市镇（或旧市镇、城区）包括：欧比尼、博沃、卡希、杜尔、让泰勒、格利西、拉莫特布勒比耶尔、韦克蒙。
布朗日-特龙维尔的时区为UTC+01:00、UTC+02:00（夏令时）。

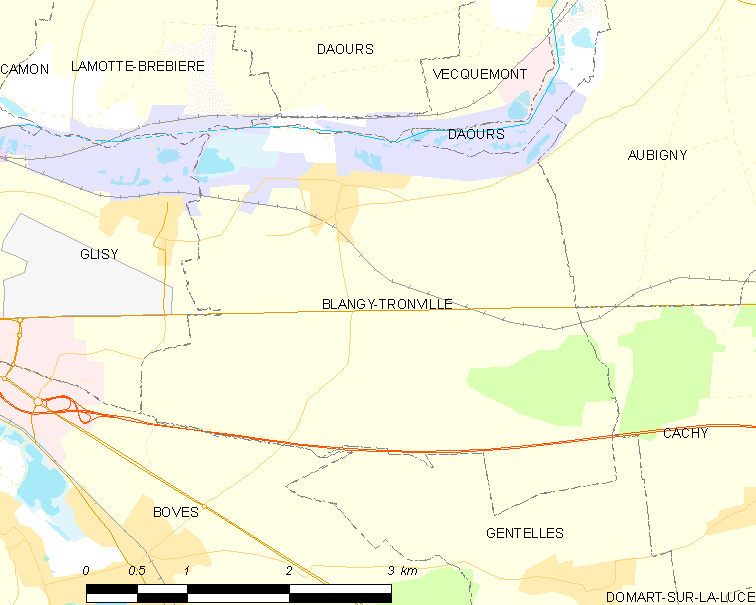
布朗日-特龙维尔的OSM定位图

## 行政
布朗日-特龙维尔的邮政编码为80440，INSEE市镇编码为80107。

## 政治
布朗日-特龙维尔所属的省级选区为亚眠第四县。

## 人口

1962-2008年间布朗日-特龙维尔人口变化图示

布朗日-特龙维尔于2022年1月1日时的人口数量为623人。